# جمهوری شوروی سوسیالیستی خودگردان تووا
جمهوری شوروی سوسیالیستی خودگردان تووا (به لاتین: Tuvan Autonomous Soviet Socialist Republic) یکی از جماهیر خودمختار اتحاد شوروی در اتحاد جماهیر شوروی است که در جمهوری فدراتیو سوسیالیستی روسیه شوروی واقع شده بود.
این جمهوری در ۱۰ اکتبر ۱۹۶۱ از استان خودگردان تووا ایجاد شد.[1]  قلمرو آن ۱۷۵۰۰۰ کیلومتر مربع وسعت داشت و از جنوب با مغولستان، از شرق با استان بوریات شوروی، از غرب با استان خودمختار گورنو-آلتای و از شمال با استان خودگردان خاکاس هم مرز بود.